# 탈수
탈수(脫水, dehydration)는 신체의 수분의 총량이 정상보다 적어지는 현상이다. 생리학에서 탈수는 전체 체수분 부족과 그에 따른 대사 과정의 붕괴를 의미한다. 이는 일반적으로 운동, 질병 또는 높은 환경 온도로 인해 자유수분 손실이 자유수분 섭취량을 초과할 때 발생한다. 가벼운 탈수는 침수 이뇨로 인해 발생할 수도 있으며, 이는 다이버의 감압병 위험을 증가시킬 수 있다.
대부분의 사람들은 총 체수분의 3~4% 감소를 어려움이나 건강상의 부작용 없이 견딜 수 있다. 5~8% 감소하면 피로와 현기증을 유발할 수 있다. 전체 체수분의 10% 이상이 손실되면 심한 갈증을 동반하여 신체적, 정신적 악화를 초래할 수 있다. 사망은 체수분의 15~25%가 손실될 때 발생한다. 경미한 탈수는 갈증과 일반적인 불편함이 특징이며 일반적으로 경구수액으로 해결된다.
탈수는 고나트륨혈증(혈중 나트륨 이온의 높은 수준)을 유발할 수 있으며 저혈량증(혈액량, 특히 혈장 손실)과는 다르다.
만성 탈수는 신장결석의 형성뿐만 아니라 만성 신장 질환의 발병에도 영향을 미칠 수 있다.

## 사람의 탈수 원인
- 외부적 원인 또는 스트레스 관련 원인
  - 오랜 육체 활동과 더불어 덥거나 메마른 환경에서 적당한 물을 마시지 않고 땀을 흘리는 일
  - 메마른 공기에 오랜 노출 (이를테면 높게 나는 비행기에서) - 5~12% 상대 습도
  - 출혈
  - 설사
  - 열사병
  - 쇼크
  - 구토
  - 화상
  - 눈물 흘림
  - 메스앰페터민, 암페타민, 카페인 및 기타 자극제 사용
  - 술의 과도한 섭취
- 감염병
  - 콜레라
  - 위장염
  - 이질
  - 황열
- 영양실조
  - 전해질 장애
    - 고나트륨혈증
    - 저나트륨혈증

  - 단식
  - 빠른 체중 감소
  - 부모의 영양 및 수분 제공 거부
  - 삼킬 능력이 없음
- 기타
  - 심각한 고혈당증 (특히 당뇨병)
    - 당뇨
    - 요독증

## 증상
- 구취[1]
- 허기[1]
- 피로[1]
- 변비[1]
- 짜증[1]
- 갈증[1]

## 같이 보기
- 음료수
- 굶주림